# Raffaella Baracchi
Raffaella Baracchi (Turín, 25 de marzo de 1964) es una actriz y ex modelo italiana, ganadora del concurso de belleza Miss Italia en Salsomaggiore Terme en 1983 y representante de Italia en Miss Universo 1984.

## Biografía
Casada en el primer matrimonio con el actor Domiziano Arcangeli, en 1992 dejó a su esposo por el actor y director Carmelo Bene, de quien también tuvo una hija, Salomè. Arcangeli y la Baracchi, sin embargo, colaboraron más tarde en la realización de la película La Casa de los Maniquíes de Carne (House of Flesh Mannequins) en 2009.

## Filmografía parcial
- Il tenente dei carabinieri, dirigida por Maurizio Ponzi (1986)
- Belli freschi, dirigida por Enrico Oldoini (1987)[4]
- The Barbarians, dirigida por Ruggero Deodato (1987)
- Snack Bar Budapest, dirigida por Tinto Brass (1988)
- Un delitto poco comune, dirigida por Ruggero Deodato (1988)
- Bangkok... solo andata, dirigida por Fabrizio Lori (1989)
- Un metrò all'alba, dirigida por Fabrizio Lori (1990)